# Machiko Ono
Machiko Ono (尾野真千子, Ono Machiko), née le 4 novembre 1981 à Nishiyoshino (à présent rattaché à la ville de Gojō) dans la préfecture de Nara au Japon, est une actrice japonaise.

## Filmographie partielle
- 1997 : Suzaku (萌の朱雀, Moe no suzaku?) de Naomi Kawase : Michiru
- 2000 : Eureka (ユリイカ, Yurīka?) de Shinji Aoyama : Mikiko
- 2007 : La Forêt de Mogari (殯の森, Mogari no mori?) de Naomi Kawase : Machiko
- 2008 : Climber's High (クライマーズ・ハイ, Kuraimāzu hai?) de Masato Harada : Chizuko Tamaki
- 2013 : Tel père, tel fils (そして父になる, Soshite chichi ni naru?) de Hirokazu Kore-eda : Midori Nonomiya
- 2013 : Tantei wa bar ni iru 2: Susukino daikousaten (探偵はBARにいる2 ススキノ大交差点?) de Hajime Hashimoto (ja)
- 2015 : Solomon's Perjury (ソロモンの偽証, Soromon no gishō?) de Izuru Narushima
- 2016 : Everest, le sommet des dieux (エヴェレスト 神々の山嶺, Everesuto kamigami no itadaki?) de Hideyuki Hirayama
- 2016 : Museum (ミュージアム, Myūjiamu?) de Keishi Ōtomo : Haruka Sawamura
- 2017 : Namiya zakkaten no kiseki (ナミヤ雑貨店の奇蹟?) de Ryūichi Hiroki : Harumi Tamura
- 2018 : Dynamite Graffiti (素敵なダイナマイトスキャンダル, Suteki na dainamaito sukyandaru?) de Masanori Tominaga (ja) : Tomiko
- 2019 : Typhoon Family (台風家族, Taifū kazoku?) de Masahide Ichii (ja) : Miyoko Suzuki
- 2019 : Kagefumi (影踏み?) de Tetsuo Shinohara : Hisako Anzai
- 2025 : Bullet Train Explosion (新幹線大爆破, Shinkansen daibakuha?) de Shinji Higuchi : Yuko Kagami

## Doublage
- 2019 : Héros modestes (ちいさな英雄－カニとタマゴと透明人間－, Chiisana eiyū: Kani to tamago to tōmei ningen?) : Mama (voix)

## Distinctions
Sauf indication contraire, les informations mentionnées dans cette section peuvent être confirmées par la base de données cinématographiques IMDb,  présente dans la section « Liens externes ».

### Récompense
- 1997 : prix de la meilleure actrice pour Suzaku au festival international du film de Singapour

### Nominations
- 2013 : Hōchi Film Award de la meilleure actrice dans un second rôle pour Tel père, tel fils et Tantei wa bar ni iru 2: Susukino daikousaten
- 2014 : prix de la meilleure actrice pour Tel père, tel fils et de la meilleure actrice dans un second rôle pour Tantei wa bar ni iru 2: Susukino daikousaten aux Japan Academy Prize[1]
- 2018 : prix de la meilleure actrice dans un second rôle pour Namiya zakkaten no kiseki aux Japan Academy Prize[2]